# Micro Systemation AB
Die börsennotierte schwedische Micro Systemation AB  (Markenname seit 2015 MSAB) ist neben Cellebrite eines der weltweit führenden Unternehmen für digitale Forensik. MSAB produziert Hard- und Software für das Ausspähen, die Analyse und das Verarbeitung von Daten. Produkte von MSAB werden von Strafverfolgungsbehörden, Verteidigungs- und Regierungsbehörden genutzt, um sich u. a. Zugang zu Mobilfunkgeräten zu verschaffen.

## Geschichte
Micro Systemation wurde 1984 als Beratungsunternehmen mit Schwerpunkt auf Datenkommunikation gegründet. 2002 werden erstmals der schwedischen Polizei forensische Hard- und Software zum Ausspähen der Inhalte von Mobiltelefonen angeboten und seit 2003 konzentriert sich MSAB ausschließlich auf digitale Forensik-Lösungen. Seit 2010 sind die USA der größte Einzelmarkt für MSAB. In Großbritannien nutzen über 97 % der digitalen Forensiker der Polizei ein System von MSAB.
2013 eröffnet das Unternehmen eine Niederlassung in China und erhält kurz darauf einen Großauftrag der chinesischen Regierung. Im selben Jahr erhält MSAB ebenfalls einen Großauftrag der deutschen Strafverfolgungsbehörden auf Bundes- und Landesebene.
2015 werden Produkte von MSAB in über 100 Ländern weltweit eingesetzt und es können mehr als 16.000 Mobilfunkmodelle gehackt werden. Im Jahr 2024 besitzt MSAB neben dem Hauptsitz in Stockholm weitere 15 internationale Niederlassungen und kann laut eigenen Aussagen mehr als 46.000 Modelle von Mobilgeräten hacken.
Das Bundesamt für Migration und Flüchtlinge setzt seit 2017 Technologien von MSAB bei der Durchsuchung von Mobiltelefonen und Smartphones von Asylbewerbern ein, um deren tatsächliches Herkunftsland zu ermitteln.

## Kritik
Hacktivisten werfen MSAB und auch Cellebrite vor, dass ihre Tools weltweit gegen Journalisten, Aktivisten und Dissidenten eingesetzt werden und sie sich Menschenrechtsverletzungen durch ihre Kunden bewusst sein müssen. Daraufhin wurden im Januar 2023 durch Hacker mit Unterstützung eines Whistleblowers 1,7 Terabyte interner Dokumente und Dateien von MSAB und Cellebrite im Internet veröffentlicht.